# Взмор'є (Сахалінська область)
Взмор'є (рос. Взморье) — село у Долинському міському окрузі Сахалінської області Російської Федерації.
Населення становить 634 особи (2013).

## Історія
З 1905 по 3 вересня 1945 року у складі губернаторства Карафуто Японії, відтак у складі Долинського міського округу Сахалінської області.

## Населення
| 1925 | 1935  | 1959  | 1970  | 1979  | 1989  | 2002 |
| ---- | ----- | ----- | ----- | ----- | ----- | ---- |
| 954  | ↗2744 | ↗3095 | ↘1726 | ↘1347 | ↘1139 | ↘805 |
| 2010 | 2013  |       |       |       |       |      |
| ↘683 | ↘634  |       |       |       |       |      |